# Giro d'Italia de 2000
Giro d'Italia 2000 foi a octagésima terceira edição da prova ciclística Giro d'Italia (Corsa Rosa), realizada entre os dias 13 de maio e 4 de junho de 2000.
A competição foi realizada em 21 etapas com um total de 3.712 km.
O vencedor foi o ciclista italiano Stefano Garzelli. Largaram 180 ciclistas, e o vencedor conclui a prova com a velocidade média de 37,684 km/h.